# Appuntamento al buio
Un appuntamento o incontro al buio è un appuntamento romantico che avviene tra due persone che non si conoscono. Questo genere di incontri viene solitamente organizzato tramite conoscenti di entrambi i partecipanti o le reti sociali.
Secondo un sondaggio promosso dall'applicazione di incontri Tinder, il 79% dei giovani prenderebbe parte a un appuntamento al buio o ne ha già avuto uno. Stando allo studio, due dei fattori che contribuirebbero a rendere interessante questo tipo di incontri sono la possibilità di essere se stessi e l'"effetto sorpresa".